# Anguil
Anguil es un municipio situado en el Departamento Capital, en la provincia de La Pampa, Argentina. Según el censo de 2022, tiene una población de 2315 habitantes.
Se encuentra a la vera de la Ruta Nacional 5, a unos 22 km de la ciudad de Santa Rosa.

## Toponimia
El nombre es un vocablo araucano que significa "olivillo-olivillo" o "tierras de olivillo". Así lo traduce Eliseo Tello. ya que el olivillo es una planta que abunda en la región y cuyo color argentado le da ese matiz a los campos. Sin embargo, Enrique Stieben, un recopilador de términos aborígenes pampeanos, afirma que significa  "caldén seco" o "monte seco".

## Historia
La localidad de Anguil fue fundada oficialmente el 2 de diciembre de 1906 por Eduardo y Alberto Castex, padre e hijo respectivamente. En un primer momento donaron terrenos para la plaza pública, la Municipalidad, la Comisaría, las sociedades de italianos y españoles, el Juzgado de Paz y la iglesia.
Asimismo, con la fundación de la estación del ferrocarril, cedido por el ramal Trenque Lauquen-Santa Rosa (Ferrocarril Oeste), Eduardo Castex fraccionó seis leguas de sus campos adyacentes a la estación ferroviaria y la casi totalidad situados al norte y noroeste de la misma. Para acceder a estas tierras, Castex otorgó facilidades de pago que permitieron el asentamiento de cientos de familias.
En 2006 la localidad llegó a su centenario de vida desde que fuera fundada por Eduardo y Alberto Castex.
La leyenda inscrita en una medalla de la época con esa fecha motivó el establecimiento del 2 de diciembre de 1906 como día fundacional de la localidad que se ubica a 35 km al este de Santa Rosa, en el Departamento Capital.
Además de Santa Rosa, Anguil es el único núcleo urbano del Departamento Capital. Por allí pasó el ramal ferroviario Catriló-Toay, cuya inauguración se produjo en 1897, nueve años antes de su fundación. Al igual que Lonquimay, Anguil fue abastecedora de agua mediante un tanque que se encontraba en su actual territorio. En el caso de Anguil, aunque hacía más de una década que había pobladores en sus campos, la conformación urbana sólo tuvo lugar en 1906.
El mismo recorrido que el riel realiza en esta zona la ruta nacional N.º 5 y también se conectan con Anguil las rutas provinciales N.º 7, que va de norte a sur, y la N.º 12, que corre hacia el oeste, cruza por el norte de Santa Rosa y va hacia el Departamento Loventué.       
La primera de las nombradas, N.º 7, entre Anguil y las proximidades de Metileo tiene el nombre de Salvador Ananía, en recuerdo al primer gobernador constitucional que tuvo la provincia, entre 1953 y 1955.
Los campos eran de la familia Castex, dueña también de la superficie donde se fundó Uriburu. Poco más al norte se ubicaban los también extensos predios de la familia Drysdale, recordada al tratar sobre Winifreda. Los Drysdale, los Castex, como los Alvear, Pereyra Iraola, Madero, Roca, Devoto, tuvieron grandes posesiones y algunos avanzaron en obras de colonización. Llegaron así los arrendamientos en partes de esos predios y más tarde las ventas.
En la zona de Anguil, la calidad del agua y su ubicación como paso obligado desde el este hacia Santa Rosa, favorecieron el desarrollo, aunque siempre supeditado a las alternativas climáticas. Así, hubo años de grandes cosechas y otros muy desfavorables, entre los cuales quedaron en el recuerdo los grandes ciclones de 1924, que azotaron la localidad y los campos vecinos.
Desde los primeros años, Anguil cuenta con su Municipio, el primer intendente fue Manuel Posse Rodríguez, en 1915. Este pionero fue un hombre miltifacético y emprendió varias actividades. Fue el primero en instalar un surtidor de nafta y una fábrica de soda en la zona y tuvo un almacén. Durante su mandato se crearon el  Registro Civil y el Juzgado de Paz. En 1909 se fundó la Escuela N.º 39, gracias a las gestiones que comenzó cuatro años antes la llegada de María Clarisa Brun de Deveu, motor de la educación en la localidad. Después se agregó el Establecimiento Asistencial "José Curci", que perpetúa el recuerdo a un médico de ese nombre, que durante un cuarto de siglo, aún en la etapa territorial, cumplió una vasta función no sólo profesional sino profundamente humanitaria en esa comunidad, y fue a su tiempo director del hospital de Santa Rosa, a quien se recuerda recorriendo los campos en su sulky atendiendo a los enfermos que necesitaban su ayuda.
La plaza principal se construyó gracias a la donación de María Berhongaray de Blanco, y en la actualidad lleva el nombre de su esposo, Manuel Blanco Pereyra. En tanto que el de la mujer se colocó en un parque infantil, creado para el día del niño, en 1992.

### Historia de la Estación Experimental Agropecuaria Anguil del INTA
Ya en la era provincial, adquirió relevancia la creación de la Estación Experimental Agropecuaria, ubicada sobre la Ruta Nacional 5 cerca del pueblo. Comenzó a funcionar en 1954, en un predio adquirido por la provincia y cedido luego al ámbito nacional. Con la creación del Instituto Nacional de Tecnología Agropecuaria (INTA) en 1956 y su organización en 1958 pasó a formar parte del mismo, contribuyendo al desarrollo de la región con la difusión del pasto llorón y de prácticas conservacionistas, entre otros aportes. Desde 1996 lleva el nombre de su primer director, el ingeniero agrónomo Guillermo Covas. En 2008 se instaló un radar meteorológico para integrarlo al Sistema de Defensa Civil de Argentina. Su alcance objetivo es de 480 km, y es el tercero en funcionamiento por parte del Organismo, después de los instalados en Pergamino (Buenos Aires) y Oro Verde (Entre Ríos).

## Clima
| Parámetros climáticos promedio de Anguil (1973–2011)  | Parámetros climáticos promedio de Anguil (1973–2011) | Parámetros climáticos promedio de Anguil (1973–2011) | Parámetros climáticos promedio de Anguil (1973–2011) | Parámetros climáticos promedio de Anguil (1973–2011) | Parámetros climáticos promedio de Anguil (1973–2011) | Parámetros climáticos promedio de Anguil (1973–2011) | Parámetros climáticos promedio de Anguil (1973–2011) | Parámetros climáticos promedio de Anguil (1973–2011) | Parámetros climáticos promedio de Anguil (1973–2011) | Parámetros climáticos promedio de Anguil (1973–2011) | Parámetros climáticos promedio de Anguil (1973–2011) | Parámetros climáticos promedio de Anguil (1973–2011) | Parámetros climáticos promedio de Anguil (1973–2011) |
| Mes                                                   | Ene.                                                 | Feb.                                                 | Mar.                                                 | Abr.                                                 | May.                                                 | Jun.                                                 | Jul.                                                 | Ago.                                                 | Sep.                                                 | Oct.                                                 | Nov.                                                 | Dic.                                                 | Anual                                                |
| ----------------------------------------------------- | ---------------------------------------------------- | ---------------------------------------------------- | ---------------------------------------------------- | ---------------------------------------------------- | ---------------------------------------------------- | ---------------------------------------------------- | ---------------------------------------------------- | ---------------------------------------------------- | ---------------------------------------------------- | ---------------------------------------------------- | ---------------------------------------------------- | ---------------------------------------------------- | ---------------------------------------------------- |
| Temp. máx. abs. (°C)                                  | 41.5                                                 | 39.6                                                 | 37.8                                                 | 35.5                                                 | 30.8                                                 | 24.9                                                 | 27.3                                                 | 32.6                                                 | 34.0                                                 | 36.6                                                 | 38.0                                                 | 41.2                                                 | 41.5                                                 |
| Temp. máx. media (°C)                                 | 30.4                                                 | 29.2                                                 | 26.6                                                 | 22.7                                                 | 18.0                                                 | 14.7                                                 | 14.4                                                 | 17.2                                                 | 19.8                                                 | 22.9                                                 | 26.3                                                 | 29.4                                                 | 22.6                                                 |
| Temp. media (°C)                                      | 22.9                                                 | 21.6                                                 | 19.5                                                 | 15.2                                                 | 11.1                                                 | 7.9                                                  | 7.3                                                  | 9.4                                                  | 12.2                                                 | 15.6                                                 | 18.8                                                 | 21.8                                                 | 15.3                                                 |
| Temp. mín. media (°C)                                 | 15.1                                                 | 13.9                                                 | 12.2                                                 | 7.9                                                  | 4.4                                                  | 1.4                                                  | 0.4                                                  | 1.6                                                  | 4.2                                                  | 7.9                                                  | 10.8                                                 | 13.9                                                 | 7.8                                                  |
| Temp. mín. abs. (°C)                                  | 1.5                                                  | 1.5                                                  | -2.0                                                 | -9.1                                                 | -10.5                                                | -11.1                                                | -13.2                                                | -11.2                                                | -10.5                                                | -4.8                                                 | -2.9                                                 | 1.6                                                  | -13.2                                                |
| Precipitación total (mm)                              | 102.0                                                | 86.5                                                 | 112.0                                                | 58.4                                                 | 32.3                                                 | 20.7                                                 | 20.2                                                 | 25.1                                                 | 47.9                                                 | 76.2                                                 | 81.2                                                 | 97.1                                                 | 759.5                                                |
| Días de precipitaciones (≥ 1 mm)                      | 8                                                    | 6                                                    | 7                                                    | 5                                                    | 5                                                    | 4                                                    | 4                                                    | 3                                                    | 5                                                    | 8                                                    | 8                                                    | 8                                                    | 71                                                   |
| Horas de sol                                          | 300.7                                                | 259.9                                                | 235.6                                                | 189.0                                                | 148.8                                                | 123.0                                                | 139.5                                                | 173.6                                                | 195.0                                                | 229.4                                                | 270.0                                                | 297.6                                                | 2562.1                                               |
| Humedad relativa (%)                                  | 60                                                   | 64                                                   | 69                                                   | 72                                                   | 76                                                   | 76                                                   | 74                                                   | 66                                                   | 62                                                   | 63                                                   | 59                                                   | 57                                                   | 67                                                   |
| Fuente: Instituto Nacional de Tecnología Agropecuaria |                                                      |                                                      |                                                      |                                                      |                                                      |                                                      |                                                      |                                                      |                                                      |                                                      |                                                      |                                                      |                                                      |

## Población
Contó con 2315 habitantes (Indec, 2022), lo que representó un incremento del 36% frente a los 1705 habitantes (Indec, 2010) del censo anterior. En tanto, las viviendas fueron 1027.
| Gráfica de evolución demográfica de Anguil entre 1991 y 2022 |
|                                                              |
| Fuente: Censos nacionales del INDEC                          |

## Educación
Cuenta con la escuela N.º 39 Nicolás Avellaneda, fundada en 1909, la cual funciona en dos turnos (mañana y tarde). 
El colegio secundario Enrique Stieben, fundado en 1988, también funciona en el turno mañana y turno tarde. Está orientado a la modalidad Humanidades y Ciencias Sociales, y modalidad Agrarias, recientemente (2021).

### Historia institucional
El 31 de enero de 1984 se constituye la primera comisión pro colegio secundario. De esta manera, se inician una serie de reuniones, entrevistas con funcionarios de gobierno, y gestiones de distinto tipo, que recibieron diferentes respuestas a través del tiempo. 
En forma paralela a lo anteriormente relatado, en los años 1986-87, como resultado del Congreso Pedagógico Nacional, y conociendo la existencia de la decisión política de crear un colegio secundario en la localidad, comenzó a funcionar otra comisión. 
Su tarea consistió en recabar nueva información, para justificar la necesidad de crear el colegio y elaborar los lineamientos curriculares del mismo, por lo que entrevistaron a distintos sectores de la población. 
Como resultado del trabajo de esta comisión, se presenta el "Documento de análisis y fundamentación” donde constan las acciones desarrolladas, y proponen "la obligatoriedad del ciclo básico o intermedio de cuatro años, con una enseñanza humanística y con materias optativas de capacitación laboral acorde a las necesidades de la zona". 
En enero de 1988 el ministerio, "... solicita se remitan las actuaciones del expediente iniciado en 1984, y se analice la posibilidad de crear un Ciclo Básico en Anguil... " .El 18 de febrero del mismo año, mediante el decreto n.º 383/88, se crea el nuevo colegio, que comenzaría a funcionar en dependencias de la Escuela N.º 39. 
Así es que el día 21 de marzo, en horas de la tarde, ante la presencia de autoridades y vecinos, se realizó el acto inaugural.
La demanda social que vino a satisfacer el colegio Enrique Stieben, podría resumirse en los siguientes aspectos:
- La posibilidad, de que todos los chicos que lo desearan, pudieran estudiar.
- La inserción de un colegio al medio social, trabajando en problemas de interés comunitario.
- La participación de los alumnos en diversas actividades y encuentros juveniles.
- El favorecimiento del desarrollo físico y deportivo, interactuando con instituciones destinadas a tal fin.
- La creación de un espacio que propiciara inquietudes de tipo cultural.
Estas cuestiones que se acaban de exponer, fueron las que sellaron el contrato fundacional.
En la actualidad, el edificio del colegio Enrique Stieben se encuentra dentro del predio de la escuela primaria, construcción realizada durante el gobierno de la ex presidenta Cristina Fernández de Kirchner. cuenta con: ciclo básico (turno tarde) y ciclo orientado (humanidades y ciencias sociales- agrarias), turno mañana. Su matrícula es superior a los 100 alumnos.

## Leyenda
Fueron dos docentes de Anguil, Matilde Pérez de Médici y Elena Suárez de Migoni, quienes escribieron la "Leyenda de Anguil". De acuerdo a lo que ellas mismas dicen son "datos verídicos tomados personalmente por la señora Matilde Pérez de Médici, a una india descendiente de la rama de los Miyas del lugar". La misma está escrita en prosa y en verso.

### Leyenda (prosa)
"¡Oh! tranquilo, alegre y laborioso pueblo de Anguil, naciste al soplo del recuerdo de maldición indígena.

Pues, cuéntase, que los indios habitantes de esta zona, designaban diariamente vigias, con la consigna de cuidar y rondar día y noche estos parajes debiendo dar inmediatamente cuenta de todo avance o ataque de extraños, en estas tierras de sus dominios.
Pero llegó un día que por descuido, el emisario dio tarde el aviso de que venían enemigos en pos de conquista, a la que ellos tanto amaban, siendo sorprendidos sin tener tiempo de prepararse para la defensa, perdiendo por esa causa parte de sus posesiones.
Por esta razón, el emisario infiel, fue condenado por su tribunal superior a morir enterrado de los pies a las rodillas. Bajo la maldición de toda la tribu, el pobre indio clavado allí fue convirtiéndose poco a poco en un leñoso y grueso tronco; sus brazos extendidos, implorando al cielo, se tornaron en gruesas ramas y la cabeza y sus manos se confundieron, para formar la frondosa copa de un caldén.
Pero que poco duró la existencia del indio, transformada en el hermoso "árbol" regional ¡pampeano!.
También este fue muriendo para quedar sólo en su esplendor el seco ramaje.
Cuando en sus andanzas la tribu errante vio que también el caldén había caído vencido en su custodia, llamó a ésta, entonces residencia de ellos ANGUIL, que quiere decir "CALDÉN SECO"
Asi nació tu nombre, amado pueblito de mis recuerdos, donde el enjambre de su población, concentrada en la tarea diaria para bien, se yergue altiva, guardando tu memoria ¡Oh! pobre indio, condenado por las fatalidades del destino!...

Hoy, en este lugar, triunfante en su derrota, se levanta el templo de la civilización!...

## Deporte
- Centro Social y Deportivo Anguilense

En 1934 se creó el Club Anguilense y en 1964, el Club Ferro. Más tarde se fusionaron el Anguilense y la Unión Italiana y se formó el actual Centro Social y Deportivo.

## Personalidades destacadas
- Washington Rivière (1933), artista plástico
- Andrés Arcuri, artista plástico pampeano (2010) https://artedelaargentina.com/disciplinas/artista/pintura/andres-arcuri
- Salvadori, artista plástico (ex vecino de la localidad)